# Šprot obecný
Šprot obecný (Sprattus sprattus) je mořská ryba z čeledi sleďovitých.

## Popis
Šprot obecný je drobná podlouhlá ryba dosahující maximální délky 16 cm. Na průřezu má oválné tělo se znatelným kýlem. V porovnání se sledi (Clupea harengus) není bříško zakulaceno. Dolní čelist lehce přesahuje horní, žaberní víčko je bez paprskovitých rýh. Má cykloidní šupiny. Nemá tmavé skvrny na bocích.
Hřbetní ploutev (tvrdé paprsky): 0 – 0; hřbetní ploutev (měkké paprsky): 13 – 21; řitní ploutev (tvrdé paprsky): 0; řitní ploutev (měkké paprsky): 12 – 23. Ocasní ploutev je znatelně hluboce vykrojená.

## Chování
Šprot obecný žije v hejnech při pobřeží v hloubkách do 150 metrů. V hejnech se obvykle vyskytují stejně staří jedinci. Přes den se zdržuje v hloubce, v noci vyplouvá k hladině. Za potravou migruje. Dobře snáší i brakickou vodu, zdržuje se i v ústí řek do moře – zvláště mladí jedinci.

### Potrava
Šprot obecný se živí drobnými planktonními korýši.

## Rozmnožování
Dospívá ve dvou letech při velikosti 8 až 12 cm. Tře se při pobřeží i na volném moři (do 100 km od pobřeží) v hloubkách 10 až 20 metrů. Tře se téměř po celý rok, hlavně na jaře a v létě. Na jednu samici připadá 6000 až 14 000 jiker. Jikry jsou pelagické – volně se vznášejí ve vodě. Vylíhlý potěr putuje k pobřeží. Dožívá se obvykle čtyř, maximálně šesti let.

## Rozšíření
Šprot obecný žije v severovýchodním Atlantiku od Lofot až po Maroko: Severní moře, Hebridské moře, Keltské moře, Baltské moře, Černé moře, Středozemní moře.

## Význam
Šprot obecný je hospodářsky významný druh. Významná hospodářská těžba je v Baltském moři, na těžbě se podílí především Dánsko, Švédsko a Polsko. Spotřebovává se čerstvý, je nakládán do konzerv, uzen, mrazen. Lze jej smažit, grilovat, marinovat. Zpracovává se na rybí moučku.

## Pravopis
- V biologii: životný rod, 1. pád množného čísla: šproti (K hladině vypluli šproti.).
- Pokrm: neživotný rod, 1. pád množného čísla: šproty (Koupil šproty v oleji.).